# Campionati svizzeri di ski cross 2015
I Campionati svizzeri di ski cross 2015 si sono svolti a Saas-Fee il 28 marzo. Il programma ha incluso sia la gara femminile che la gara maschile. 
Trattandosi di competizioni valide anche ai fini del punteggio FIS, vi hanno partecipato anche sciatori di altre federazioni, senza che questo consentisse loro di concorrere al titolo nazionale svedese.

## Risultati

### Uomini
| Pos. | Atleta             | Nazione  |
| ---- | ------------------ | -------- |
| 1    | Marc Bischofberger | Svizzera |
| 2    | Alex Fiva          | Svizzera |
| 3    | Armin Niederer     | Svizzera |
| 4    | Johannes Conrad    | Svizzera |

### Donne
| Pos. | Atleta           |          |
| ---- | ---------------- | -------- |
| 1    | Zoe Chore        | Canada   |
| 2    | India Sherret    | Canada   |
| 3    | Zoe Cheli        | Svizzera |
| 4    | Zoe Chastan      | Svizzera |
| 5    | Lucrezia Lareida | Svizzera |